# قومية بيئية
تتجلى القومية البيئية (بالإنجليزية: Eco-nationalism)‏ في الرغبة الهادفة للقضاء على الاعتماد على المصادر الأجنبية من وقود وطاقة عبر تشجيع استخدام مصادر الطاقة البديلة التي يمكن توليدها بصورة ملائمة وإبقائها ضمن حدود البلد الواحد. أظهرت البرازيل مثالاً على القومية البيئية من خلال التحول الكلي نحو الاعتماد الذاتي على الطاقة. ويشير مصطلح القومية البيئية في دراسات التابع وعلم الإنسان الثقافي إلى إكساب الأنواع الحية الأصلية والمشاهد الطبيعية طابعاً أيقونياً عبر اللجوء لطرق تستميل الشعور القومي.
تُمثل القومية البيئية وفقاً للكاتبة جين داوسن تزايداً في زخم الحركات الاجتماعية التي ربطت مشاكل الحفاظ على البيئة بالتهديدات القومية. نظر المواطنين للتدهور البيئي في الاتحاد السوفيتي السابق كخطأ منهجي للاشتراكية ونتيجةً مباشرة لرغبة موسكو في إضعاف بلد من بلدان الاتحاد عبر تدمير واستغلال موارده الطبيعية. استمدت حركات الاستقلال في أوكرانيا وليتوانيا وإستونيا جزء من قوتها من النشاط البيئي وبوجه خاص من ناحية مواقف هذه الحركات المناهض للتسلح النووي. كانت القومية البيئية خلال الفترة الممتدة من عام 1985 حتى عام 1991 من أعراض تفكك وانهيار الاتحاد السوفيتي آنذاك.
غالباً ما تتجلى الوطنية البيئية كما يُعرّفها علماء الإنسان في اتخاذها من الطبيعة كياناً يخرج عن حدود الثقافة، ووجوب حماية هذا الكيان كلما سنحت الفرصة وإبقائه بمنأى عن التعرض للتغير السلبي. وتظهر هذه النزعة على نحوٍ خاص في بلدان معروفة باحتضانها لحياة برية فريدة من نوعها مثل أستراليا ونيوزيلندا. كما تتصف القومية البيئية بالفخر القومي بالمعالم الطبيعية على غرار الحيد المرجاني العظيم وقمة ميتر وبجهود حماية الأنواع الأيقونية مثل الكاكابو وكوسج الأسماك الكبيرة وإنشاء الحدائق الوطنية من أجل حماية هذه المناطق والأنواع. وقد تعرضت القومية البيئية للانتقاد فقلَّما تناولت معارف السكان الأصليين في المجال البيئي. وما تمثله من امتدادٍ للانقسامات والوجوديات الاستعمارية
يمكن أن تتجلى القومية البيئية بالسياحة البيئية والتي يمكن لها إثراء الاقتصادات المحلية ولكن جرى انتقاد هذه النوع من السياحة بناءً على وجهات نظر مختلفة. من صور التعبير الأخرى الأعمال الفنية التي تمتدح محاسن الظواهر الطبيعية للبلاد مثل أشعار ويليام ووردزوورث أو لوحات مجموعة السبعة.

## الجبهة الوطنية الفرنسية
أطلقت مارين لوبان زعيمة حزب الجبهة الوطنية الفرنسية مشروعاً حول «علم البيئة الوطني». وروّجت الحركة لنفسها على أنها تتبع شكلاً وطنياً من حماية البيئة أطلق عليه الحزب تسمية «علم البيئة الجديد»، وهدفَ المشروع إلى تشجيع المنتجات المحلية لجعلها نموذجاً يحتذى به. ووصفت لوبان سياسة الحدود المفتوحة بـ«المعادية للبيئة»، وذلك تماشياً مع الأجندة الوطنية للحزب. وبالمقابل، فقد عبّرت لوبان عن رغبتها بسن مرسوم فوري يوقف العمل بطاقة الرياح بصورة مؤقتة.